# Karel Knittl
Karel Knittl (Polná (región de Vysočina), 4 d'octubre, 1853 - Praga,17 de març de 1907), Praga va ser un compositor, director d'orquestra i professor de música txec.

## Vida i activitat
El talent musical de Karel Knittl, el va portar aviat a la famosa escola d'orgue de Praga, on es va graduar el 1873 i més tard també hi va ensenyar. Com a professor de música, va ensenyar principalment teoria musical i harmonia, es va ocupar de la melodia i va publicar la seva recerca al llibre La ciència de la composició homofònica. A més de talent musical, també tenia talent literari. En un moment en què la política interferia en tots els àmbits, es va incorporar al camp de "Mladočech" com a oficial musical de "Národní listý". També va escriure les seves crítiques sovint polèmiques a "Vlčkova Osvěta".
Es va convertir en el mestre de cor de l'associació de cant més famosa i prestigiosa de Bohèmia en el seu temps: el Hlahol de Praga (1877-1890 i 1897-1901). L'època de Knittl va estar marcada per actuacions de direcció espectaculars. Però es va fer famós pel seu treball al Conservatori de Praga, on encara es feien classes en les dues llengües nacionals, alemany i txec. Va esdevenir el director del Conservatori de Praga el 1904, però abans va ser el director administratiu sota Antonín Dvořák. Va ser ell qui va preparar la reorganització de l'educació: va ser el creador de currículums detallats que, amb addicions i modificacions, van servir a diverses generacions. Va introduir exercicis pedagògics per als oients per als futurs professors de música i va iniciar una era d'ensenyament de música històrica, especialment peces de cambra.
També es va dedicar a la composició, va compondre moltes cançons, cors i cants d'església, però es va imprimir relativament poc. El treball del pedagog es descriu millor pels èxits dels seus estudiants, entre els quals es trobaven Vítězslav Novák, Jaroslav Kocian, Jaroslav Křička i tota una sèrie de músics d'èxit.
Va morir a Praga el 17 de març de 1907 i està enterrat al cementiri d'Olšan.